# Ефремов, Юрий Константинович
Ю́рий (по паспорту Гео́ргий) Константи́нович Ефре́мов (1 мая 1913, Москва — 23 сентября 1999, там же) — советский и российский физикогеограф, поэт. Член Союза писателей РСФСР (с 1967). Почётный член Географического общества АН СССР (1981) и Всероссийского общества охраны природы. Автор около 300 научных и 100 научно-популярных работ, а также двух сборников стихов. По его предложению названы многие улицы Москвы и географические объекты на Южном Сахалине и Курильских островах.

## Биография
Родился в Москве. В 1930—1931 — ученик слесаря в Западной Сибири.
В 1931—1934 — студент Омского сельскохозяйственного института и Московской сельскохозяйственной академии им. К. А. Тимирязева.
В 1934—1935 — на туристской работе в Красной Поляне, на Западном Кавказе, был экскурсоводом в Кавказском заповеднике, занимался природоохранной пропагандой.
В 1939 окончил географический факультет МГУ, после чего остался на кафедре. В 1939—1943 — старший преподаватель географического факультета МГУ.
В 1943—1949 — в Красной (Советской) Армии. В период Великой Отечественной войны занимался военно-географическим обеспечением действующих фронтов. После демобилизации вернулся в МГУ на преподавательскую работу.
В 1949—1980 — инициатор, участник создания и первый директор Музея землеведения МГУ.
В 1955—1965 — учёный секретарь Московского филиала Географического общества СССР.
Проводил исследования на Кавказе. Организатор Копетдагской комплексной экспедиции МГУ (1942), участник экспедиции и организатор топографических работ на Сахалине и Курильских островах (1946—1947). Посетил много зарубежных стран.
Участвовал в работе Комиссии по наименованию улиц г. Москвы, редактор сборников «Имена московских улиц» и автор обзорно-мемуарной книги «Московских улиц имена» (издана в 2006).

## Научный вклад
В числе оригинальных научных концепций Ефремова: понятие о ландшафтной сфере Земли, о социосфере и биосоциальном человечестве, о теории природопользования.
Многие идеи Ефремова внедрены в методику географических исследований и характеристик, в государственную картографию, в природоохранное законодательство. В 1960 году Ефремов был одним из авторов проекта закона об охране природы в РСФСР.

## Память
В начале 1990 года на заседании Учёного совета Сочинского отделения Русского Географического общества было принято решение присвоить безымянному пику высотой 3114,5 м, расположенному в Гагрском хребте, в 2,5 км от высшей точки этого хребта Агепсты, имя Юрия Константиновича Ефремова.
В августе 1990 года известный учёный-лимнолог Юрий Васильевич Ефремов проводил научную экспедицию по изучению Имеретинских озёр в междуречье Большой и Малой Лабы. Было обследовано большое количество озёр, а двум из них, расположенным недалеко друг от друга, присвоены имена Юрия Константиновича Ефремова и его жены Натальи Алексеевны Лебедевой, которая внесла большой вклад в изучение геологического строения Кавказа.
По завещанию Ю. К. Ефремова его прах был захоронен на горе Монашка (Адлерский район города Сочи), откуда открывается один из лучших видов Красной Поляны.

## Участие в репрессиях
По свидетельству писательницы Евгении Фёдоровой, являлся осведомителем НКВД, по его доносам была арестована в середине 1930-х годов как сама Фёдорова, так и другие люди; продолжал заниматься доносами как минимум в 1960-е годы. 
Эти сведения подтверждал и А. А. Насимович, утверждая, что круг его друзей в 1935 году был арестован по доносу Ю. К. Ефремова.

## Сочинения
- Курильское ожерелье. — Детгиз, М., 1951, 1953, 1962. 224 с. Научно-художественные очерки о Курило-Сахалинской экспедиции 1946 г. Характеристика природы Курил сквозь призму личных впечатлений автора.
Kurilu Salu Virkne. — Рига, 1954. То же, в пер. на латышский язык.
Naszyinik Kurilski. — Варшава, 1954. То же, в пер. на польский язык Ю. Малиняка
Im Lande der Volkane. — Берлин, 1953/ То же, в пер. на немецкий язык.
- Остров вечного лета (Путешествие по Цейлону). — Географгиз, М., 1959, 160 с. Научно-художественные очерки о путешествии на Цейлон в 1958 году Комплексный очерк Цейлона с учетом новейшей литературы и личных впечатлений автора.
Insel des ewigen Sommer. — Лейпциг, 1960, 266 с. Перевод предыдущей книги на немецкий язык.
- Природа нашей Родины. Альбом. — Географгиз, М., 1955, 208 с. Вводные статьи и обработка текста Ю. К. Ефремова. Составление в соавторстве с Г. А. Аветисяном, Н. Е. Диком, Н. П. Ермаковым и Б. В. Юсовым.
Views of the USSR. — Изд-во лит-ры на иностр. языках, М., 1957, 272 с. Перевод предыдущей книги на англ. язык.
- Тропами горного Черноморья. — Географгиз, М., 1963, 405 с. Научно-художественные очерки гор Западного Кавказа с большим историко-краеведческим, физико-географическим и природоохранительным материалом. Книга переиздавалась в 2008 году в Краснодаре.
- Над Красной Поляной. — Третье издание книги «Тропами горного Черноморья», изданное в 2014 году.
- Дальний Восток. Фотоальбом. — «Наша Родина», географическая серия, изд. «Мысль», М., 1964, 120 с. Вводные статьи и составление альбома
- Озеро Рица. Альбом открыток. — М., Изогиз, 1955. Вступительный текст к альбому
- Природа моей страны. — М.: Мысль, 1985. — 350 с., илл., карт. «Ландшафтный портрет именно моей страны» — так сам Ю. К. Ефремов сформулировал жанр этого капитального труда.
- Скульптор Степан Эрьзя. Мордовский самородок. — Саранск, изд-во Мордовского университета, 2016. — 292 с., илл. (Воспоминания о знакомстве с Эрьзей после его возвращения на родину в 1950 г.)
- Тропами горного Черноморья. — Красная Поляна: Краснодарское региональное отделение РГО, 2019. — 416 с. (Четвертое издание книги, тираж 1000 экз.)